# Heteropyxis dehniae
Heteropyxis dehniae är en myrtenväxtart som beskrevs av Karl Suessenguth. Heteropyxis dehniae ingår i släktet Heteropyxis och familjen myrtenväxter. Inga underarter finns listade i Catalogue of Life.